# Carmela Mackenna
Carmela Mackenna Subercaseaux (Santiago de Chile, 1879-1962) fue una pianista y compositora chilena. 
Estudió teoría musical con Bindo Paoli en Santiago un profesor italiano que de inmediato vio en ella un gran talento para el instrumento y la incentivó a que continuara.

## Formación y trayectoria pública
Ya en sus años de madurez, Carmela Mackenna se trasladó a Alemania, donde mantuvo contacto estrecho con el movimiento expresionista y recibió cierta influencia de Hindemith en su estilo. Se radicó en Berlín desde 1926 por más de diez años, que comprenden la época más activa de su labor como compositora. Estando en Berlín continuó sus estudios de piano y composición con Conrad Ansorge y Hans Mersmann. 
En 1934 alcanzó la cumbre de su labor creadora con el estreno en Berlín de su Concierto para piano y orquesta, por Armando Moraga, como solista, y la Orquesta de la Radio del Estado en aquella ciudad, dirigida por Heinrich Steiner. En Chile fue presentado en noviembre del mismo año, por Herminia Raccagni y la Orquesta de la Asociación Nacional de Conciertos Sinfónicos, dirigida por Armando Carvajal, y además tuvo presentaciones en Francia y Austria. En 1936 estrenó con considerable éxito su Misa para coro mixto a cappella, la que -interpretada por los Coros de la Catedral de Munich- fue distinguida con uno de los primeros premios en el Concurso Internacional de Música Religiosa celebrado en Frankfurt en octubre de ese año.
A la vanguardia de todos los compositores chilenos, fue la primera en utilizar los versos de Pablo Neruda en una obra musical. Su música es, según señalara Vicente Salas Viu, "abstracta, pura, libre de sugerencias literarias y de cortapisas académicas". En el desarrollo de sus obras más considerables, como el Concierto para piano o el Trío para cuerdas, encontramos procedimientos de libre contrapunto que alternan con los pasajes de una densa armonía disonante.
El catálogo de obras de Carmela Mackenna es el siguiente: Dos movimientos sinfónicos, para gran orquesta. Concierto para piano y orquesta de cuerdas. Para coro, Misa para coros mixtos a capella y Misa para coro y orquesta de cuerdas. Cuarteto para cuerdas, Trío para cuerdas, Trío para flauta, violín y viola, Sonata para violín y piano, en su música de cámara. Para piano solo, Seis Preludios, Tema con variaciones, Suite Chilena y Música para dos pianos. Álbum de canciones alemanas, Tres canciones españolas y Poema, sobre versos de Pablo Neruda, para canto y piano.

## Biografía
Fue hija de Alberto Mackenna Astorga y Carmela Subercaseaux, ella era la bisnieta del héroe chileno Juan Mackenna y la tía del compositor Alfonso Leng.  Fue la menor de cuatro hermanos, y su madre falleció después que ella nació, lo que la marcó bastante.
Se casó con el dentista Enrique Cuevas Bartholín, intendente de Valdivia entre 1907 y 1909-ministro e diplomático en Gran Bretaña en 1909 y Montivideo en 1917.